# Bellevue Education
Bellevue Education là một nhóm trường tư thục quốc tế được thành lập vào năm 2003 và có trụ sở tại Luân Đôn, Vương quốc Liên hiệp Anh. Tính tới năm 2019, công ty đã phát triển bao gồm 19 trường ở Vương quốc Liên hiệp Anh và 1 trường ở Pháp và Thụy Sĩ. Tập đoàn cũng cung cấp hỗ trợ giáo dục cho Bellevue Place Group, một nhóm các trường học miễn phí mà giám đốc điều hành của Bellevue, Mark Malley, và Giám đốc Trường học thuộc Tập đoàn, Steve Wade, là người được ủy thác. Sự tăng trưởng ban đầu của nhóm được thúc đẩy bởi nguồn tài trợ phần lớn đến từ Tarek Obaid, người sáng lập công ty dầu mỏ PetroSaudi, công ty có dính líu đến vụ bê bối 1Malaysia Development Berhad. Bellevue Education đã được GEMS Education mua lại vào năm 2018, và là công ty con của UK and European. Vào năm 2019, CVC đã mua lại 30% cổ phần của GEMS Education, cũng bao gồm cổ phần của nó trong Bellevue Education.

## Lịch sử
Bellevue Education được Mark Malley thành lập với tên gọi House Education vào năm 2003, khi ông mua lại trường dự bị Norfolk House ở London. Ông cũng trở thành hiệu trưởng, và khi trường được thanh tra vào năm 2007, trường đã được cải thiện đáng kể so với lần thanh tra trước.
Năm 2008, House Education được đổi tên thành The Really Great Education Company Limited (EDCO) và mua lại Trường Weston Green ở Surrey. Công ty cũng mua Trường dự bị Skippers Hill Manor ở East Sussex vào năm 2010.
Công ty lấy tên Bellevue Education vào năm 2011, trước khi mua thêm ba trường độc lập: Trường Dự bị Edenhurst ở Staffordshire, Trường Dự bị Brabyns ở Cheshire, và Trường Gateway ở Buckinghamshire.
Năm 2012, Bellevue được cho là thuộc sở hữu chung của Mark Malley, với 35% cổ phần, và chủ tịch Marwan Naja, chủ sở hữu của Plato One Ltd và Plato Two Ltd. Plato Two Ltd đầu tư thêm vào năm đó. trùng với việc thành lập Bellevue Education International Limited, trong đó Bellevue Education trở thành công ty con thuộc sở hữu hoàn toàn. Công ty mẹ hoàn tất việc mua lại một trường nội trú Thụy Sĩ, Surval Mont-Fleuri, sau đó được đổi tên thành Surval Montreux. Sự tăng trưởng ban đầu của tập đoàn được thúc đẩy bởi nguồn tài trợ phần lớn từ Tarek Obaid, người sáng lập công ty dầu mỏ PetroSaudi, có liên quan đến vụ bê bối 1Malaysia Development Berhad.
Bellevue Education đã thành lập một liên doanh với Place Group, Bellevue Place Education Trust (BPET), điều hành bảy "Trường học Miễn phí" cấp tiểu học, được tài trợ bởi nhà nước trên khắp London và Đông Nam nước Anh. Giám đốc điều hành của Tập đoàn, Mark Malley, và Giám đốc trường, Steve Wade, là thành viên của Ban quản trị Bellevue Place.
Bellevue Education đã được GEMS Education mua lại vào năm 2018, và là công ty con của Tập đoàn UK and European. Vào năm 2019, nhóm cổ phần tư nhân CVC Capital Partners đã mua lại 30% cổ phần của GEMS Education, bao gồm cả cổ phần của nó trong Bellevue Education. Khazanah Nasional, một tổ chức quỹ của Malaysia, sở hữu 3% cổ phần.
Tập đoàn đã tiếp tục phát triển với các cổ đông mới và gần đây đã mua lại Trường Farlington vào tháng 9 năm 2019.